# Stary Jarużyn
Stary Jarużyn – wieś w Polsce położona w województwie kujawsko-pomorskim, w powiecie nakielskim, w gminie Szubin.

## Podział administracyjny
W latach 1954–1957 wieś należała i była siedzibą władz gromady Jarużyn, po jej zniesieniu w gromadzie Samoklęski Małe. W latach 1975–1998 miejscowość administracyjnie należała do województwa bydgoskiego.

## Demografia
Według Narodowego Spisu Powszechnego (III 2011 r.) liczyła 249 mieszkańców. Jest 19. co do wielkości miejscowością gminy Szubin.